# Dolmen dit l'Autel du Loup
Le dolmen dit l'Autel du Loup ou hôtel du Loup est un monument funéraire néolithique situé sur la commune de Sault dans le Vaucluse (France). Avec le dolmen de l'Ubac à Goult, et le Dolmen de la Pichone, à Ménerbes, il est l'un des trois seuls dolmens connus en Vaucluse et l'un des rares en Provence. 

## Localisation
Le dolmen dit l'Autel du Loup est situé sur les hauteurs du village de Sault, dans les bois du Défends, à l'est de l'Hippodrome de Deffends.

## Historique
Le dolmen est déjà connu et mentionné à la fin du XIXe siècle